# Zazou

Man met zazou kleding

Zazou was een Franse subcultuur tijdens de Tweede Wereldoorlog. Zazous waren Amerikaans georiënteerde liefhebbers van jazz- en swingmuziek en zetten zich door middel van hun opvallende kleding af tegen het conservatieve Vichy-regime. De zazou-stijl wordt ook wel omschreven als de 'punk cultuur van de Tweede Wereldoorlog'.

## Ontstaan

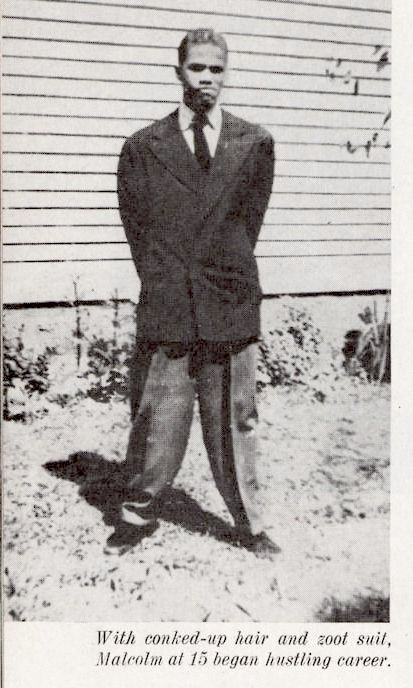
Malcolm X in een 'zoot suit', 1940

De zazou subcultuur was met name populair in Parijs waar tijdens het interbellum een levendige jazz-cultuur was ontstaan. De naam 'zazou' komt waarschijnlijk van het liedje 'Zah Zuh Zah' dat geschreven werd door de zwarte jazz-muzikant Cab Calloway. De liedjes Je suis swing (1942) van Johnny Hess en Y’a des zazous (1944) van Andrex bevatten verwijzingen naar de zazou.
De stijl van de zazous was geïnspireerd op de Amerikaanse 'zoot suits' die veelal door zwarte Amerikanen, jazz-muzikanten en immigranten uit Latijns-Amerika werden gedragen. Zazous waren vooral jonge mensen, maar de stijl was niet gebonden aan een bepaalde klasse, afkomst of seksuele voorkeur. Desondanks waren veel zazous hoogopgeleid en welgesteld.

## Zazou mode
Mannelijke zazous droegen vaak lange jasjes met een ruitmotief met brede schouders en grote zakken. Ze droegen broeken met smalle pijpen, witte of felgekleurde sokken in combinatie met suède schoenen. Mannen lieten hun haar groeien en gebruikten veel brillantine ('mode à la Oxford') en hadden vaak een dunne snor in de stijl van Clark Gable. Vrouwelijke zazous droegen net zoals de mannen grote colbertjasjes, maar in combinatie met korte rokken en opvallende kousen. Zij krulden hun haar en verfden het blond, vaak met een strook in een andere kleur. Ook droegen zij felrode lippenstift, zoals dat moment populair was in Hollywood. Zowel mannen als vrouwen droegen hun haar in een hoge kuif. Zazous droegen daarnaast ook vaak een paraplu met zich mee, ongeacht het weer, als een verwijzing naar de Britse stijl.

## Verzetsdaden
Vanaf 1942 werden kapperszaken gevraagd het geknipte haar te doneren zodat daar pantoffels en truien van gemaakt konden worden. Doordat zazous hun haar lieten groeien, was dit een indirect protest tegen deze maatregel. De voorkeur voor lange colbertjasjes met brede schouders gingen in tegen de maatregelen die waren gesteld wat betreft de rantsoenering van stoffen. Zazous waren, samen met vele andere Fransen, van mening dat rantsoenering van stoffen enkel in het voordeel was van de bezetter. Hun stijl werd ook wel omschreven als 'extravagant' en 'opzettelijk overmatig' waardoor het een rebelse betekenis kreeg. Hun extravagante stijl stond haaks op de strikte moraliteitswetten die de conservatieve Franse Vichy-overheid probeerde te handhaven.
Als protest dansten zazous voor overheidsgebouwen waar nazi-vlaggen aan hingen. Ze riepen 'Swing!' en 'Zazou hey, hey, hey, za Zazou!' waarna een korte dansroutine volgde. Hun voorliefde voor het gebruik van de Engelse taal in plaats van het Frans, was in de ogen van de zazous een vorm van verzet. Frans spreken werd gezien als een vorm van medeplichtigheid. Door de regering werd het spreken van Engels gezien als vorm van gebrek aan patriottisme. Vanaf 7 juni 1942 werden Franse Joden verplicht om een gele Jodenster te dragen. Als protest hiertegen droegen de zazous gele sterren met daarop 'zazu', 'goy' (niet-Jood) of 'Swing'.

## De pers
Het nationale dagblad: voor het Nederlandsche volk schreef in 1942 een artikel over de zazous. Daarin werden zij omschreven als 'anti-jeugd' en 'nutteloze en futloze kinderen'. Volgens het artikel waren zazous jongeren van rond de 20 jaar die teerden op de het geld van hun ouders en weinig anders deden dan rondhangen in cafés. De kleding van de zazous wordt omschreven als afwijkend. Zo waren hun colberts "abnormaal lang" en werd de hoogte van de kuif geassocieerd met de intensiteit van de "anti-houding". De vrouwelijke zazous droegen volgens het artikel "lelijke, zwarte zonnebrillen" die het gezicht "ontsieren'. De zazous werden daarnaast ook omschreven als onwetend en waren zij niet op de hoogte van de meest recente ontwikkelingen. Volgens het artikel was de groep zazous "gelukkig" beperkt.
Dagblad Le Cri du Peuple plaatste in 1942 een tekening van een zazou waarvan het haar door een lid van de Vichy-jeugd wordt afgeknipt. Dit leidde tot een golf van geweld tegen zazous die uit cafés en bioscopen werden gehaald en op straat werden kaalgeschoren en in elkaar geslagen. De fascistische jeugdorganisatie Jeunesse Populaire Française gebruikte de zin 'Scalpeer de Zazous!' als slogan. In 1942 omschreef dagblad La Gerbe de zazou-stijl als 'Amerikaans vergif' waar de Franse jeugd aan ten onder zou gaan. Vanaf juli 1942 werden zazous naar Franse werkkampen gestuurd. Hierdoor stierf de subcultuur tussen 1942 en 1943 uit.

## Zazou in andere landen
Stijlen vergelijkbaar met de Franse zazou-stijl bestonden ook in andere landen. In Rusland deed een subcultuur die te vergelijken was met de zazou eind jaren '40 zijn intrede. Daar werd de stijl ook wel 'Stilyagi' genoemd en werd gezien als een vorm van protest tegen het communisme. In Duitsland stond de stijl bekend als 'Swingjugend' en in Tsjecho-Slowakije als 'potápka', wat letterlijk 'fuut' betekent. Waarom de subcultuur deze naam kreeg is onduidelijk. Het zou kunnen verwijzen naar het opvallende uiterlijk of de bewegingen die deze watervogel maakt.

## Media
- In 1986 schreef het Britse pop-duo Pet Shop Boys een liedje over de Zazous genaamd In the night.[10]